# Evol (Future)
Evol è il quarto album in studio del rapper statunitense Future, pubblicato nel 2016.

## Tracce
1. Ain't No Time – 3:22
2. In Her Mouth – 3:12
3. Maybach – 3:40
4. Xanny Family – 3:05
5. Lil Haiti Baby – 4:37
6. Photo Copied – 2:52
7. Seven Rings – 3:25
8. Lie to Me – 3:32
9. Program – 2:56
10. Low Life (feat. The Weeknd) – 5:13
11. Fly Shit Only – 3:32

### Versione streaming
1. Wicked – 2:53